# .eg
.eg — латинский национальный домен верхнего уровня Египта, основанный в 1990 году. Во время египетских протестов 2012 года домен .eg был закрыт правительством.

## Домены второго уровня
Всего существуют одиннадцать доменов второго уровня:
- .ac.eg
- .com.eg
- .edu.eg
- .eun.eg
- .gov.eg
- .info.eg
- .mil.eg
- .name.eg
- .net.eg
- .org.eg
- .sci.eg
- .sport.eg
- .tv.eg